# Паризький договір (картина)
Американські уповноважені попередньої мирної угоди з Великою Британією, також відома як Паризький договір, — незавершена картина Бенджаміна Веста 1783 року, на якій зображена делегація Сполучених Штатів, яка вела переговори про Паризький договір 1783 року, що офіційно завершив Війну за незалежність США. Мирні переговори почалися в Парижі 25 червня 1783 року, а остаточне підписання договору відбулося 3 вересня 1783 року в готелі «Йорк» на вулиці Жакоб, 56. Зелене драпірування на задньому плані картини та віддалений пейзаж із класичною будівлею з колонадою підкреслюють офіційність сцени .
Джон Джей, Джон Адамс, Бенджамін Франклін, Генрі Лоренс і Вільям Темпл Франклін (представлені зліва направо) зображені на початку переговорного процесу (Лоренс і молодший Франклін не були присутні під час підписання договору). Бенджамін Франклін був єдиним делегатом США, який не позував особисто; Вест намалював його для цього полотна з гравюри .
Британська делегація у складі представника Річарда Освальда та його секретаря Калеба Вайтфорда, яка була зображена праворуч, відмовилася позувати. Британія не мала бажання вшановувати пам’ять про свою поразку, а Освальд, як повідомляється, був потворним і сліпим на одне око, тому його не хотіли зображати. Помітна відсутність британських уповноважених свідчить про «попередню природу миру» та «глибокі геополітичні антагонізми», які збереглися після революції . Вест так і не завершив свою картину. За словами Джона Квінсі Адамса, Вест мав намір подарувати картину Конгресу .
Картина, подарунок Генрі Френсіса дю Пона, перебуває у постійній колекції Музею, саду та бібліотеки Вінтертура, колишнього будинку дю Пона в Вінтертурі, штат Делавер. Дюпон придбав роботу з колекції Дж. П. Моргана в 1948 році . У 2016 році картина була представлена в Метрополітен-музеї в рамках виставки незакінчених картин .
у 1983 році, щоб відзначити 200-річчя Паризької угоди, поштова служба Сполучених Штатів випустила пам’ятну марку, натхненну картиною. Проте багато деталей було змінено: Лоренс і Вільям Франклін видалені, Джей тепер горбиться над столом ліворуч від Франкліна, а права сторона картини — незавершена в оригіналі Веста — заповнена спиною британського підписанта Девіда Хартлі . Історик Стенлі Вайнтрауб назвав марку «пародією на історію та зловмисним використанням полотна Веста» .